# Martin Auer (Musiker, 1976)
Martin Ludwig Auer (* 17. Mai 1976 in Prien am Chiemsee) ist ein deutscher Jazztrompeter und Flügelhornist.

## Wirken
Auer studierte an der Hochschule für Musik und Darstellende Kunst Mannheim und in Berlin Trompete (bei Stephan Zimmermann bzw. Gerard Presencer) und Komposition/Arrangement (bei Jürgen Friedrich). Während des Studiums war er Mitglied des Bundesjazzorchesters und des Deutsch-Französischen Jazzensembles von Albert Mangelsdorff. Mit seinem eigenen Quintett, das seit 25 Jahren besteht und auch als das „dienstälteste deutsche Jazzquintett“ bezeichnet wird, nahm er seit 1997 sieben Alben auf und absolvierte zahlreiche Auftritte in Europa, den Vereinigten Staaten, dem Nahen Osten, Indien und Sibirien. Zudem ist er Mitglied des Sunday Night Orchestra und des Berlin Art Orchestra, leitet mit Florian Trübsbach ein Oktett und tritt auch mit den Dixie Dogs auf. Weiterhin spielte er mit Clark Terry, Ack van Rooyen, Richie Beirach, Johannes Enders, Conte Candoli, Nils Landgren, Cyndi Lauper, Lyambiko, Die Fantastischen Vier, Nina Hagen oder Katja Ebstein.
Seit Herbst 2008 hat Auer, der als Dozent bei den Landesjugendjazzorchestern Berlin, Saarland und Sachsen wirkte, einen Lehrauftrag für Jazztrompete an der Hochschule für Musik Leipzig. Seine Produktion des Hörspiels „Die Ballade von Robin Hood“ von John von Düffel wurde mit dem Deutschen Jazzpreis 2023 ausgezeichnet.

## Diskographische Hinweise
- Crossmann (2000)
- Horn an Horn (2002/2003 Jazz4Ever Records)
- Olivia (2004, Double Moon Records, mit Florian Trübsbach, Rolf Langhans, Rodolfo Paccapelo, Sebastian Merk)
- Indiejazz (2007, Jazz4Ever)
- Reflections (2010, C.A.R.E. Music Group, mit Florian Trübsbach, Jan Eschke, Andreas Kurz, Bastian Jütte)
- Our Kind of… (2015, Laika Records, mit Florian Trübsbach, Jan Eschke, Andreas Kurz, Bastian Jütte)
- Hot 5 (2021, Laika Records, mit Florian Trübsbach, Jan Eschke, Andreas Kurz, Bastian Jütte)[1]

## Lexikalische Einträge
- Jürgen Wölfer: Jazz in Deutschland. Das Lexikon. Alle Musiker und Plattenfirmen von 1920 bis heute. Hannibal, Höfen 2008, ISBN 978-3-85445-274-4.